# 三ケ木
三ケ木（みかげ）は、神奈川県相模原市緑区の大字。「三ヶ木」と表記されることもある。

## 地理
旧津久井町の北部に位置する。北で津久井湖を跨いで三井、北東で又野、東で中野、南で青山、西で寸沢嵐と隣接する。相模川と道志川の合流点に近く、両河川の南側に広がる河岸段丘上に集落が分布する。
旧津久井町内では比較的に広い平坦地が広がる地区であり、畑で野菜等が栽培されている。
国道412号と国道413号が合流し、路線バスの営業所があるため、最寄り駅である橋本駅や相模湖駅までバス路線が設定されている。
南に隣接する青山にかけての道志川沿いの区域は、1950年代にNHKラジオで放送され人気を博した児童向け連続放送劇「三太物語」の舞台として知られている。

### 地価
住宅地の地価は、2023年（令和5年）1月1日の公示地価によれば、三ケ木字新宿104番2の地点で4万600円/m2となっている。

## 歴史

### 沿革
- 近世以前は相模国に属する。中世までは愛甲郡に属した。「奥三保」と呼ばれた同郡北部の「日影之村」のうちの三加木之村として記録に現れる。
- 江戸時代初期に愛甲郡から分離して津久井県三ヶ木村となった。1633年（寛永10年）、1697年（元禄10年）にはともに幕府領。幕末には旗本鷲巣家の知行。
- 1870年（明治3年）、津久井県が津久井郡と改称。1871年（明治4年）11月に足柄県の所属となり、1876年（明治9年）に同県が廃されて神奈川県所属となる。
- 1878年（明治11年）、郡区町村編制法により、現在の三ヶ木の区域が津久井郡三ヶ木村となる。
- 1884年（明治17年）、近隣の中野村、三井村、太井村、根小屋村、又野村と6ヶ村連合戸長役場を中野村に置く。
- 1889年（明治22年）4月1日、町村制を施行し、単独で三ケ木村となる。中野村、太井村、又野村、根小屋村と町村組合を構成し、役場を中野村に置く。
- 1902年（明治35年）5月、津久井郡立乙種蚕業学校開設。[注釈 1]
- 1925年（大正14年）7月1日、中野町（同年1月1日に町制施行）が太井村及び又野村を編入合併し、中野町（第2次）が発足。同町内の大字「三ヶ木」となる。
- 1939年（昭和4年）3月、津久井郡立乙種蚕業学校廃校。
- 1946年（昭和21年）、中野町外2ヶ村学校組合立津久井高等女学校設立。
- 1948年（昭和23年）3月20日、津久井高等女学校を中野町外18ヶ村学校組合立津久井高等学校とする認可を受け、同年4月1日に神奈川県に移管、神奈川県立津久井高等学校となる。
- 1955年（昭和30年）4月1日、中野町、串川村、鳥屋村、青野原村、青根村および三沢村の一部（三井）が合併し、津久井郡津久井町が発足。同町の大字「三ヶ木」となる。
- 1963年（昭和38年）12月13日、神奈川中央交通が津久井営業所を中野から三ヶ木に移転。津久井郡内のバス交通のターミナルとなる。
- 2006年（平成18年）3月20日、津久井町が相模湖町とともに相模原市へ編入。同市の大字「津久井町三ケ木」となる。
- 2010年（平成22年）4月1日、相模原市の政令指定都市移行に伴い、同市緑区の大字「三ケ木」となる。

## 世帯数と人口
2020年（令和2年）10月1日現在（国勢調査）の世帯数と人口（総務省調べ）は以下の通りである。
| 大字   | 世帯数    | 人口    |
| ------ | --------- | ------- |
| 三ケ木 | 1,088世帯 | 2,699人 |

### 人口の変遷
国勢調査による人口の推移。なお、2005年までは津久井町の時の情報を掲載している。
| 年                 | 人口  |
| ------------------ | ----- |
| 1995年（平成7年）  | 3,091 |
| 2000年（平成12年） | 3,253 |
| 2005年（平成17年） | 3,105 |
| 2010年（平成22年） | 2,976 |
| 2015年（平成27年） | 2,796 |
| 2020年（令和2年）  | 2,699 |

### 世帯数の変遷
国勢調査による世帯数の推移。なお、2005年までは津久井町の時の情報を掲載している。
| 年                 | 世帯数 |
| ------------------ | ------ |
| 1995年（平成7年）  | 973    |
| 2000年（平成12年） | 1,041  |
| 2005年（平成17年） | 1,054  |
| 2010年（平成22年） | 1,099  |
| 2015年（平成27年） | 1,068  |
| 2020年（令和2年）  | 1,088  |

## 学区
市立小・中学校に通う場合、学区は以下の通りとなる（2018年2月時点）
| 番地 | 小学校                     | 中学校               |
| ---- | -------------------------- | -------------------- |
| 全域 | 相模原市立津久井中央小学校 | 相模原市立中野中学校 |

## 事業所
2021年（令和3年）現在の経済センサス調査による事業所数と従業員数は以下の通りである。
| 大字   | 事業所数  | 従業員数 |
| ------ | --------- | -------- |
| 三ケ木 | 111事業所 | 1,213人  |

### 事業者数の変遷
経済センサスによる事業所数の推移。
| 年                 | 事業者数 |
| ------------------ | -------- |
| 2016年（平成28年） | 107      |
| 2021年（令和3年）  | 111      |

### 従業員数の変遷
経済センサスによる従業員数の推移。
| 年                 | 従業員数 |
| ------------------ | -------- |
| 2016年（平成28年） | 1,073    |
| 2021年（令和3年）  | 1,213    |

## 交通

### バス
- 神奈川中央交通 津久井営業所 （三ヶ木バスターミナル等）

### 道路
- 国道412号
- 国道413号

## 企業
- 東京セメント工業神奈川工場
- ピーシーコンクリート工業本社工場
- 津久井湖ゴルフクラブ
- 東京電力津久井変電所

## 施設

### 官公庁
- 相模原市津久井中央連絡所
- 相模原市津久井中央地域センター
- 相模原市津久井生涯学習センター

### 郵便局
- 三ケ木簡易郵便局

### 学校
- 神奈川県立津久井高等学校
- 相模原市立津久井中央小学校

### 児童福祉施設
- 相模原市立津久井中央保育園

### その他
- 中村自治会館
- 原替戸自治会館
- 野尻自治会館
- 宗安寺
- 長成寺
- 三ケ木神社

## その他

### 日本郵便
- 郵便番号 : 252-0159[3]（集配局 : 橋本郵便局[14]）。